# Valgañón
Valgañón is een gemeente in de Spaanse provincie en regio La Rioja met een oppervlakte van 31,74 km². Valgañón telt 137 inwoners (1 januari 2016).

## Demografische ontwikkeling

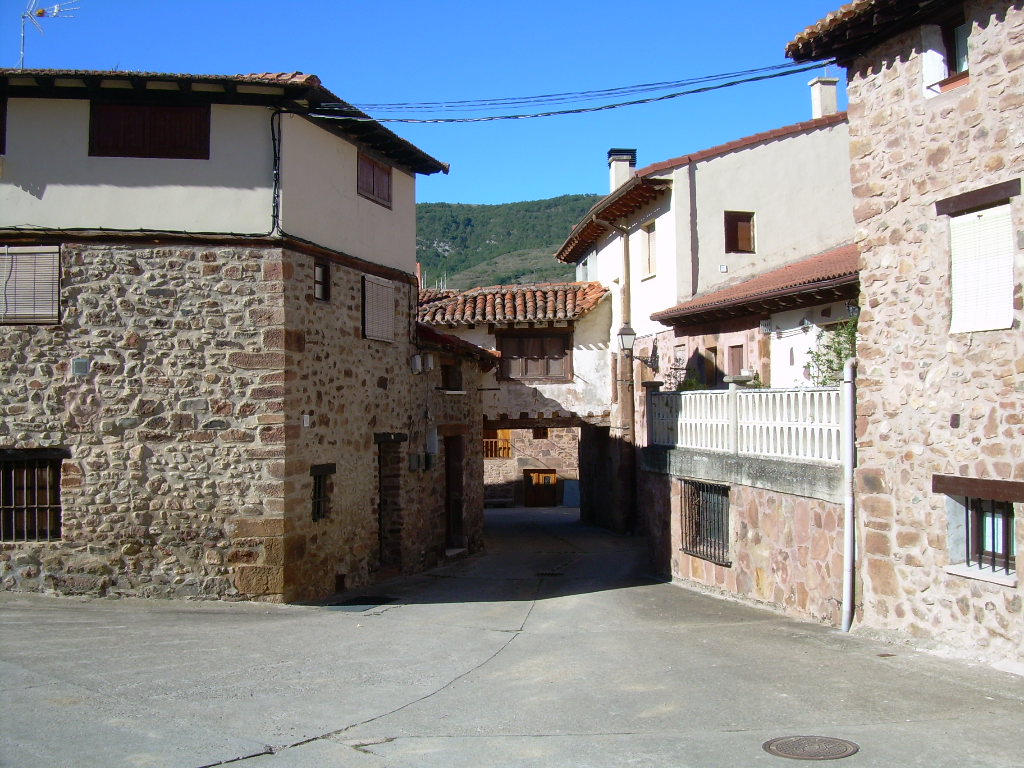
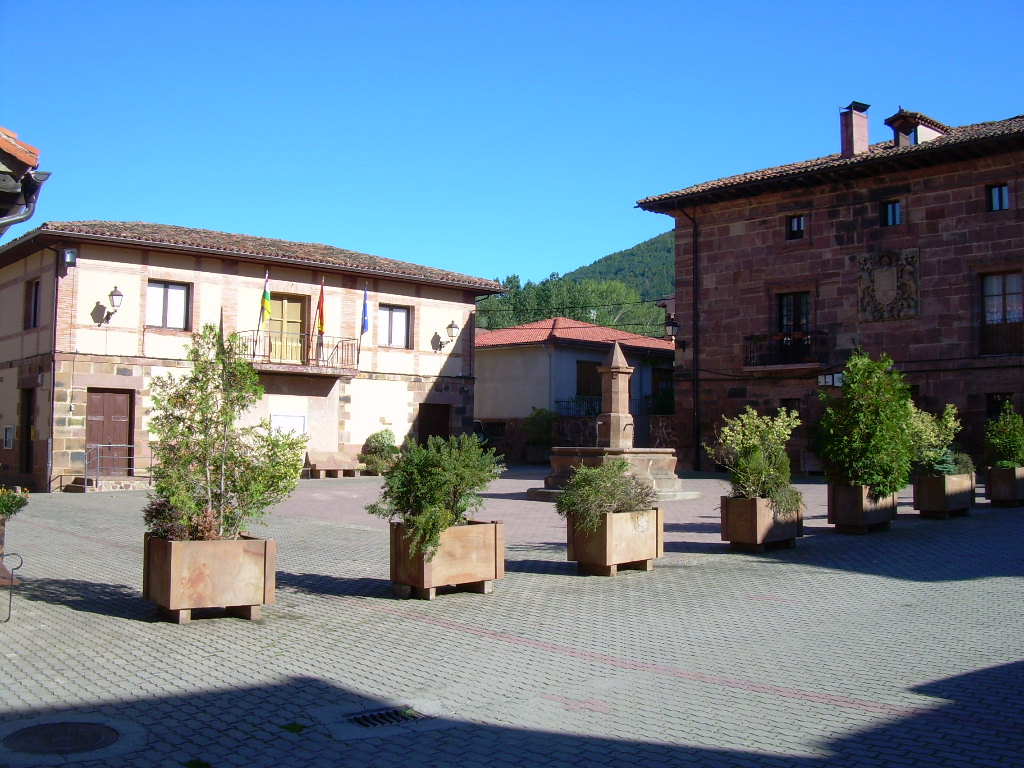
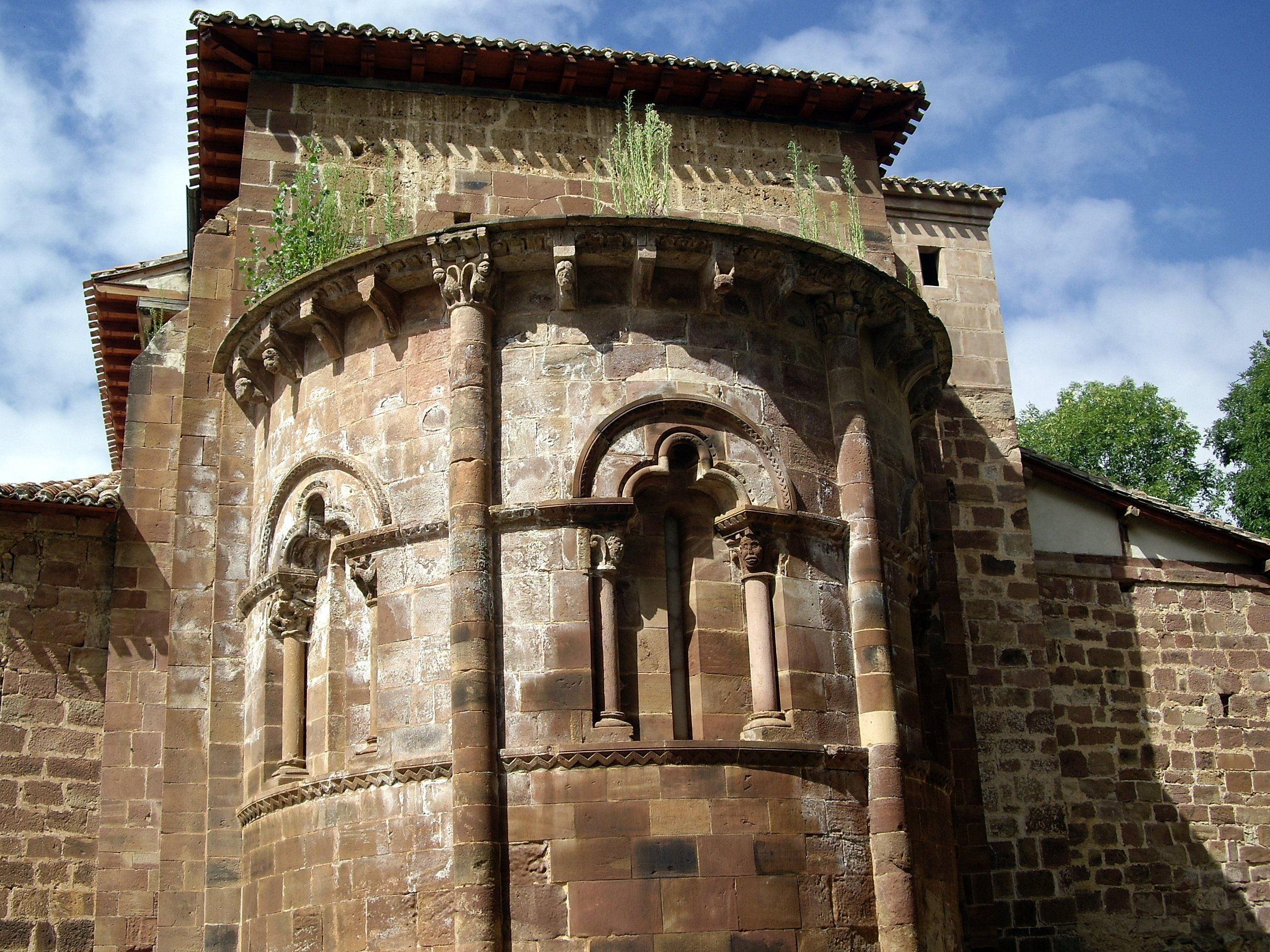
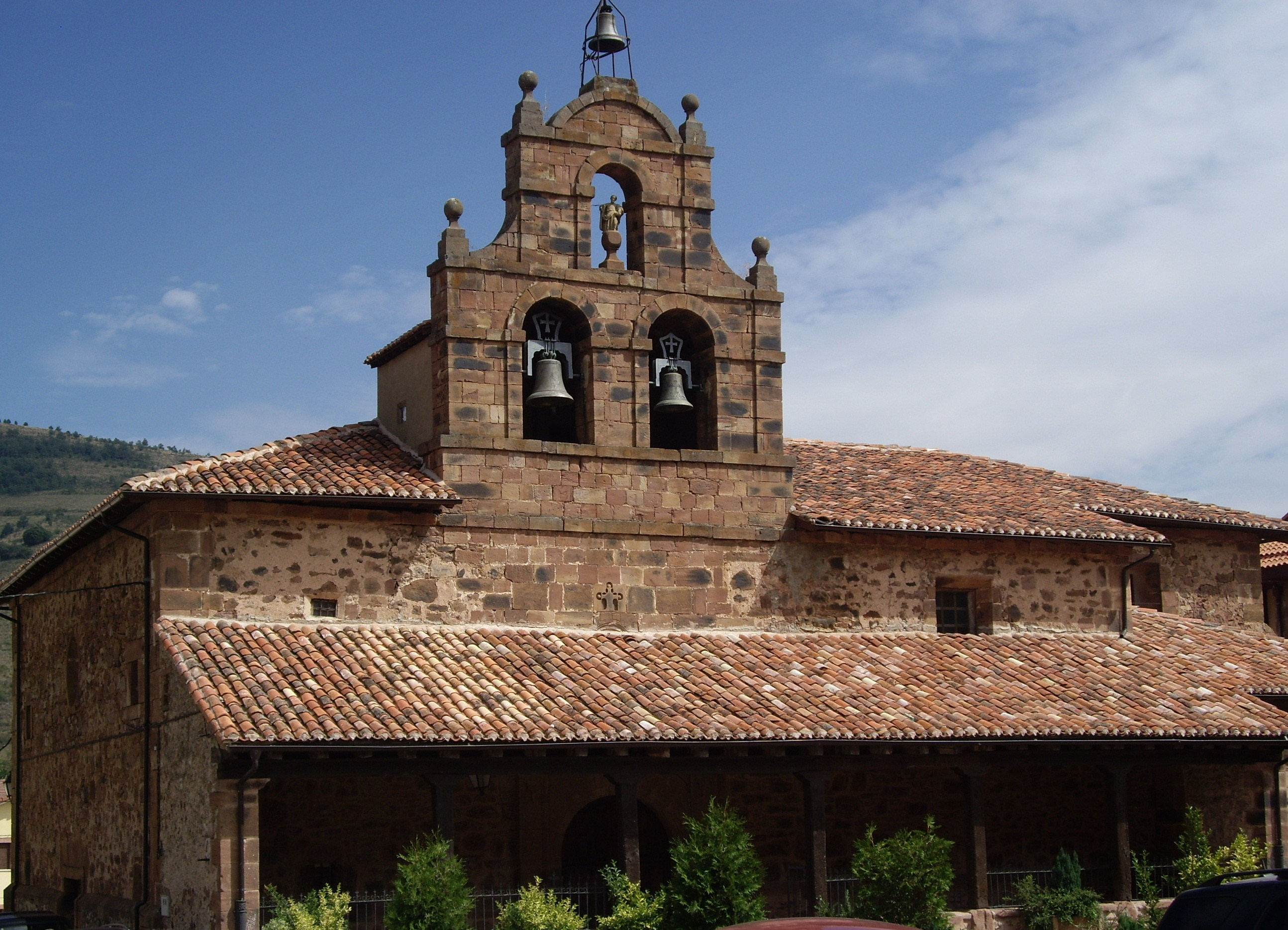
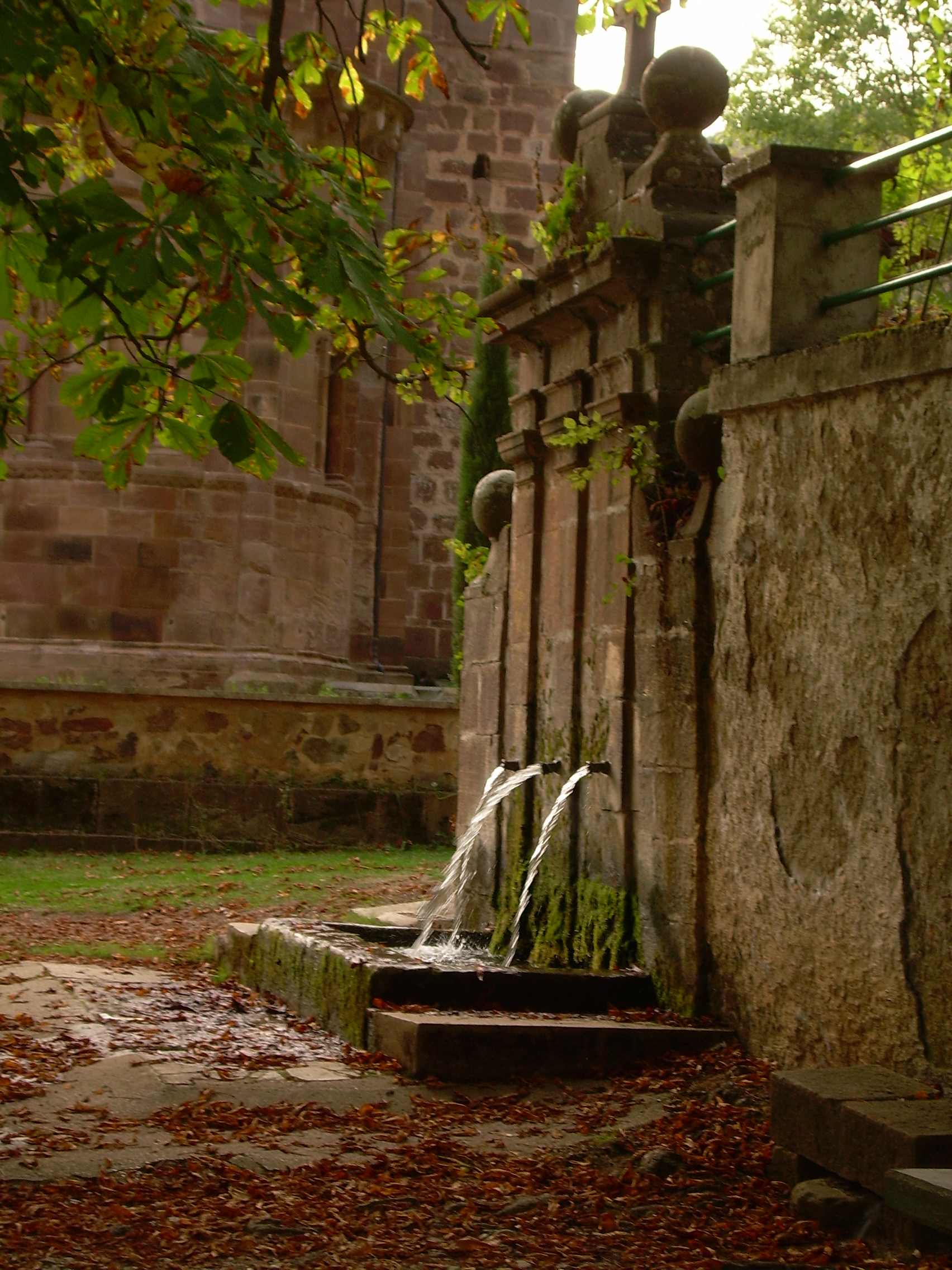
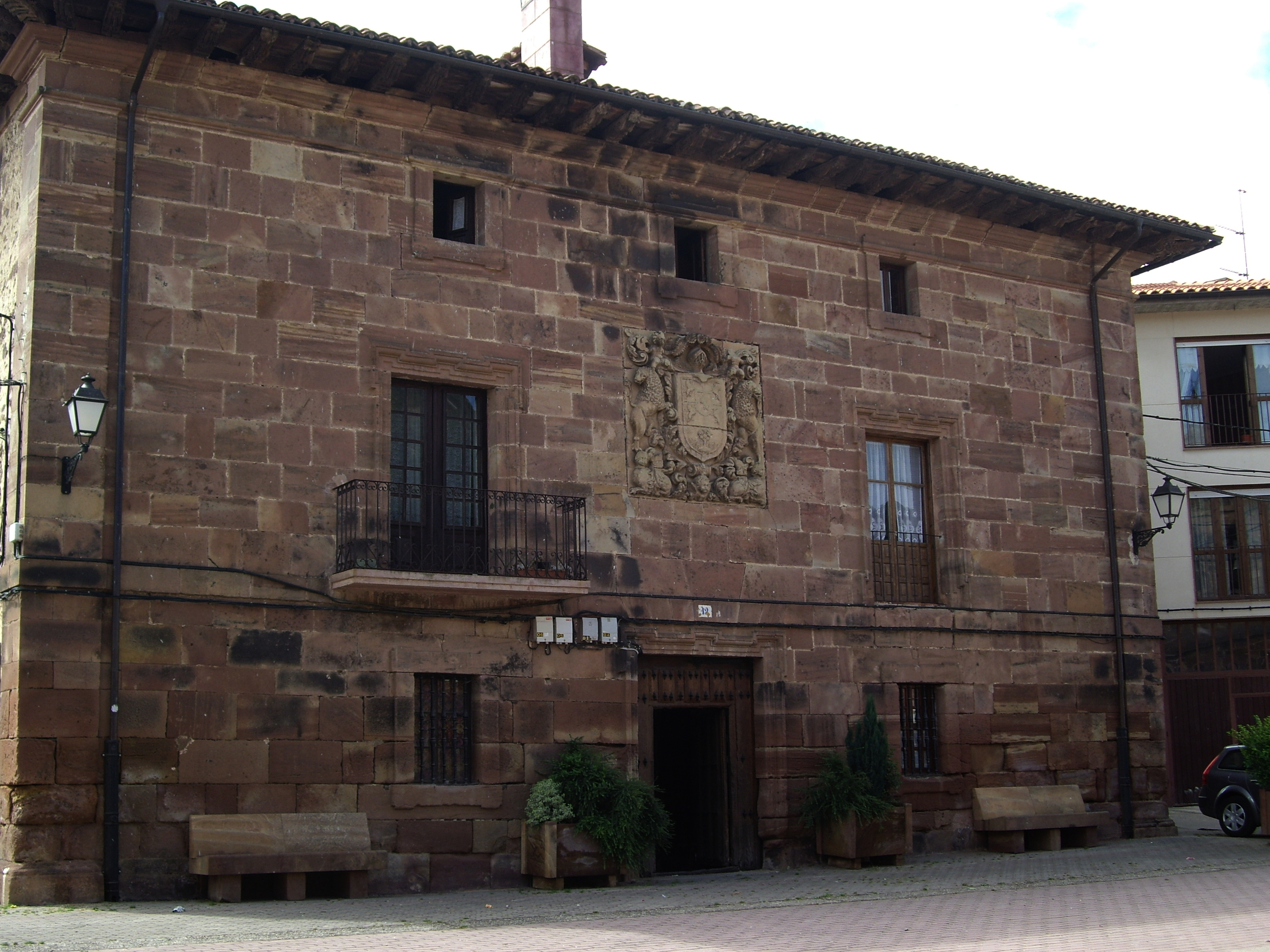

Bron: INE, 1857-2011: volkstellingen
Opm.: In 1857 werd de gemeente Anguta aangehecht